# Ana Josefa Silva
Ana Josefa Silva Villalón (nacida en 1955) es una periodista y comentarista de cine chilena.

## Biografía
Estudió periodismo en la Pontificia Universidad Católica de Chile (PUC), donde además cursó la carrera de sociología durante cuatro años. Es diplomada en cine por la misma universidad.
Se especializó en periodismo de espectáculos, trabajando como periodista y subdirectora de Espectáculos en el diario El Mercurio entre 1979 y 1989, como comentarista de dicho género en el programa Buenos días a todos de Televisión Nacional de Chile entre 1993 y 2003, y como editora de Cultura y Espectáculos y de Plataformas Digitales en La Segunda entre 2011 y 2014. Ha sido columnista y comentarista de cine en varios medios como El Mercurio, Radio Bío-Bío y Radio Cooperativa, Mensaje, entre otros.
En 2005 recibió el premio APES a «la excelencia en el periodismo de espectáculos».
Está casada con el escritor Marco Antonio de la Parra.